# Đorđe Milićević (homme politique, 1967)
Pour les articles homonymes, voir Đorđe Milićević et Milićević.
Đorđe Milićević (en serbe cyrillique : Ђорђе Милићевић ; né le 11 décembre 1967 à Bar) est un homme politique serbe. Il est membre du Parti progressiste serbe (SNS) et vice-président de l'Assemblée de la province autonome de Voïvodine.

## Parcours
Đorđe Milićević naît le 11 décembre 1967 à Bar, au Monténégro. Il est diplômé de la Faculté d'économie de l'université de Novi Sad. Il commence sa carrière à la direction de la République pour les ressources naturelles (Republička direkcija za robne rezerve), où il travaille en tant qu'expert indépendant et consultant. À partir de 2004, il travaille pour l'Institut de construction de la ville (Zavod za izgradnju Grada) à Novi Sad, où il est successivement conseiller du directeur, assistant du directeur des affaires générales et économiques et directeur général. Entre 2004 et 2008, il participe aux travaux de diverses commissions de l'assemblée de la ville de Novi Sad.
Entre 2008 et 2012, il est conseiller du vice-président de l'Assemblée de la province autonome de Voïvodine. Aux élections provinciales de 2012, il est élu député à l'Assemblée provinciale sur la liste du Parti progressiste serbe (SNS) de Tomislav Nikolić et s'inscrit au groupe parlementaire du SNS. Le 22 juin 2012, il est élu vice-président de l'Assemblée provinciale.